# Abdelmalek Benhabyles
Abdelmalek Benhabyles (Beni Aziz, 27 aprile 1921 – Algeri, 28 dicembre 2018) è stato un politico algerino.
È stato Presidente ad interim dell'Algeria per alcuni giorni nel gennaio 1992, dopo che fu deposto il militare Chadli Bendjedid. Assunse la carica presidenziale in qualità di Presidente del Consiglio Costituzionale.